# Zurobata
Zurobata là một chi bướm đêm thuộc họ Erebidae.

## Loài
- Zurobata decorata (Swinhoe, 1903)
- Zurobata fissifascia Hampson, 1896
- Zurobata intractata (Walker, 1864)
- Zurobata reticulata (Moore, 1882)
- Zurobata rorata Walker, 1865 (đồng nghĩa: Zurobata constellata (Snellen, 1880), Zurobata multiguttata (Moore, 1885))